# Club Athletico Guanabara
Club Athletico Guanabara foi uma agremiação esportiva da cidade do Rio de Janeiro, capital do estado do Rio de Janeiro. Fundada a 12 de outubro de 1911, sua cores eram o verde e o preto.

## História
Em maio de 1916, incorporou-se ao Clube de Regatas Guanabara, mas em janeiro de 1917 a união foi desfeita. 

## Títulos

### Estaduais
- Campeonato Carioca da Segunda Divisão: 1912

## Fonte
- VIANA, Eduardo. Implantação do futebol Profissional no Estado do Rio de Janeiro. Rio de Janeiro: Editora Cátedra, s/d.